# Patagoneta antarctica
Genre
Espèce
Synonymes
- Linyphia antarctica Tullgren, 1901

Patagoneta antarctica, unique représentant du genre Patagoneta, est une espèce d'araignées aranéomorphes de la famille des Linyphiidae.

## Distribution
Cette espèce est endémique du Chili. Elle se rencontre dans les régions de Magallanes, des Lacs, d'Araucanie et du Biobío.

## Description
Les mâles mesurent de 3,3 à 3,45 mm et les femelles de 4,0 à 4,6 mm.

## Publications originales
- Tullgren, 1901 : Contribution to the knowledge of the spider fauna of the Magellan Territories. Svenska Expeditionen till Magellansländerna, vol. 2, no 10, p. 181-263.
- Millidge, 1985 : Some linyphiid spiders from South America (Araneae, Linyphiidae). American Museum novitates, no 2836, p. 1-78 (texte intégral).